# Sarina Satomi
Sarina Satomi (里見 紗李奈, Satomi Sarina), née le 9 avril 1998 à Chiba, est une joueuse de parabadminton japonaise concourant en WH1 pour les athlètes en fauteuil roulant sans équilibre du tronc. Elle détient un titre mondial (individuel en 2019) et deux titres paralympiques (individuel et par équipes en 2021).

## Carrière
Elle est victime d'un accident de la route en 2016 qui la laisse paraplégique. Un an plus tard, elle commence le parabadminton sur la suggestion de son père.
Pour ses premiers Jeux en 2021, elle réussit le doublé tout d'abord en remportant, le 4 septembre, la médaille d'or en simple WH1 en battant en finale la Thaïlandaise Sujirat Pookkham 2 sets à 1 (14-21, 21-19, 21-13). C'est la première fois que la Japon rafle une médaille d'or en parabadminton aux Jeux. Le lendemain, elle remporte un nouveau titre, en double cette fois avec sa compatriote Yuma Yamazaki face à la paire chinoise.

## Résultats individuels

### Jeux paralympiques

#### En individuel
| Année | Lieu                               | Compétiteur      | Score               | Résultat |
| ----- | ---------------------------------- | ---------------- | ------------------- | -------- |
| 2021  | Gymnase olympique de Yoyogi, Tokyo | Sujirat Pookkham | 14-21, 21-19, 21-13 | Or       |

#### Par équipes
| Année | Lieu                               | Partenaire    | Compétiteur             | Score               | Résultat |
| ----- | ---------------------------------- | ------------- | ----------------------- | ------------------- | -------- |
| 2021  | Gymnase olympique de Yoyogi, Tokyo | Yuma Yamazaki | Liu Yutong / Yin Menglu | 16-21, 21-16, 21-13 | Or       |

### Championnats du monde

#### En individuel
| Année | Lieu                      | Compétiteur      | Score        | Résultat |
| ----- | ------------------------- | ---------------- | ------------ | -------- |
| 2021  | Halle Saint-Jacques, Bâle | Sujirat Pookkham | 21-16, 21-15 | Or       |

#### Par équipes
| Année | Lieu                      | Partenaire    | Compétiteur             | Score               | Résultat |
| ----- | ------------------------- | ------------- | ----------------------- | ------------------- | -------- |
| 2021  | Halle Saint-Jacques, Bâle | Yuma Yamazaki | Liu Yutong / Yin Menglu | 16-21, 21-16, 21-13 | Bronze   |